# Empalme, Mexiko
Empalme är en kommunhuvudort i Mexiko.   Den ligger i kommunen Empalme och delstaten Sonora, i den nordvästra delen av landet, 1 500 km nordväst om huvudstaden Mexico City. Empalme ligger 7 meter över havet och antalet invånare är 38 599.
Terrängen runt Empalme är platt åt sydost, men åt nordväst är den kuperad. Havet är nära Empalme åt sydväst. Runt Empalme är det ganska tätbefolkat, med 104 invånare per kvadratkilometer. Närmaste större samhälle är Guaymas, 9,4 km sydväst om Empalme. Omgivningarna runt Empalme är i huvudsak ett öppet busklandskap.